# 내셔널 교향악단

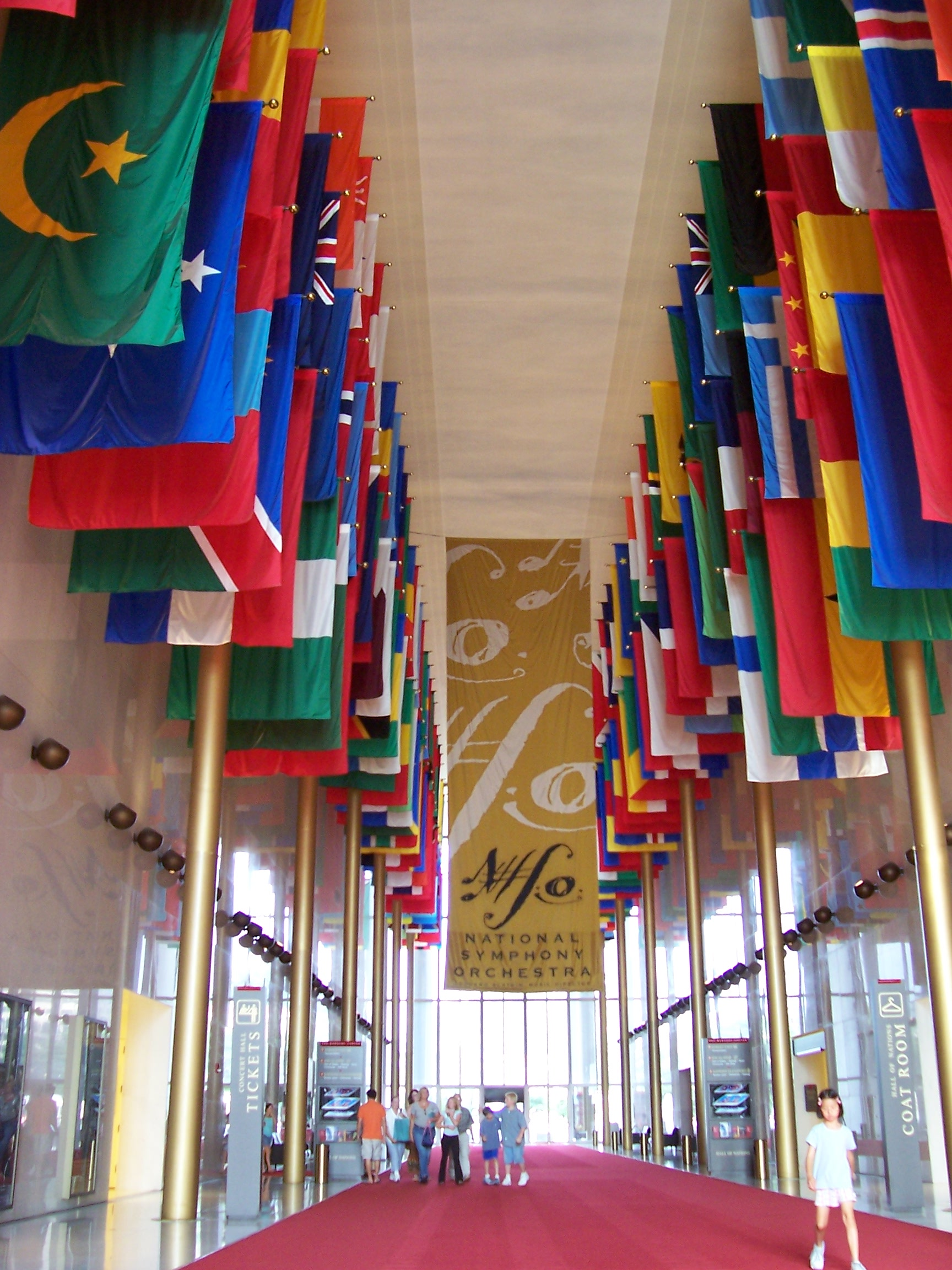
케네디 센터

내셔널 교향악단(National Symphony Orchestra, NSO)은 1930년 미국의 수도 워싱턴 D.C.에 창립된 교향악단이다. 네덜란드 태생의 한스 킨틀러가 육성, 그가 사망하자 1948년부터 하워드 미첼이 음악감독이 되어 오늘에 이르렀다.

## 음악 감독
- 한스 킨들러 (1931–1949)
- 하워드 미첼 (1949–1970)
- 안탈 도라티 (1970–1977)
- 므스티슬라프 로스트로포비치 (1977–1994)
- 레너드 슬래트킨 (1996–2008)
- 이반 피셔 (principal conductor; 2008–2010)
- 크리스토프 에셴바흐 (2010–2017)
- 지아난드레아 노세다 (2017–현재)